# Selma Dhaouadi
Pour les articles homonymes, voir Dhaouadi.
Selma Dhaouadi, née le 3 février 1996 à Rouen, est une rameuse d'aviron franco-tunisienne.

## Carrière
Selma Dhaouadi dispute des épreuves internationales juniors sous les couleurs de la France, remportant notamment la médaille d'argent en quatre de couple poids légers lors des championnats du monde des moins de 23 ans en 2015 à Plovdiv. En 2016, l'étudiante de l'École supérieure des sciences commerciales d'Angers est notamment vice-championne de France universitaire en quatre de couple.
Elle concourt par la suite sous les couleurs de la Tunisie. Aux championnats d'Afrique 2023 à Tunis, Selma Dhaouadi est médaillée d'or en deux de couple poids légers avec Khadija Krimi. Le duo se qualifie pour les Jeux olympiques de 2024 à Paris. Aux championnats d'Afrique 2024 à El-Alamein, elle est médaillée d'or en deux de couple et en deux de couple poids légers avec Khadija Krimi. Elle est médaillée de bronze en quatre de couple mixte aux championnats d'Afrique de plage sprint 2024.